# Kanton Avallon
Kanton Avallon is een kanton van het Franse departement Yonne. Het kanton maakt deel uit van het arrondissement Avallon. Het heeft een oppervlakte van 412.94 km² en telt 14.106 inwoners in 2018 dat is 34 inwoners per km².

## Gemeenten
Het kanton Avallon omvatte tot 2014 de volgende 16 gemeenten:
- Annay-la-Côte
- Annéot
- Avallon (hoofdplaats)
- Domecy-sur-le-Vault
- Étaule
- Girolles
- Island
- Lucy-le-Bois
- Magny
- Menades
- Pontaubert
- Sauvigny-le-Bois
- Sermizelles
- Tharot
- Thory
- Vault-de-Lugny

Door de herindeling van de kantons bij decreet van 13 februari 2014 met uitwerking op 22 maart 2015 werd het uitgebreid met volgende 11 gemeenten: 
- Athie
- Beauvilliers
- Bussières
- Chastellux-sur-Cure
- Cussy-les-Forges
- Provency
- Quarré-les-Tombes
- Saint-Brancher
- Saint-Germain-des-Champs
- Saint-Léger-Vauban
- Sainte-Magnance